# Delosperma knox-daviesii
Delosperma knox-daviesii är en isörtsväxtart som beskrevs av Lavis. Delosperma knox-daviesii ingår i släktet Delosperma, och familjen isörtsväxter. Inga underarter finns listade i Catalogue of Life.